# جاكوب ريكا
جاكوب ريكا (بالإنجليزية: Jacob Rica)‏ (28 نوفمبر 2000 -) هو ممثل فلبيني بريطاني.

## حياته ومسيرته
ولد في 28 نوفمبر 2000 في خليج سوبيك، الفلبين بدأ مشواره الفني عام 2006 .

## روابط خارجية
- جاكوب ريكا على موقع IMDb (الإنجليزية)